# Wolfgang Zdral

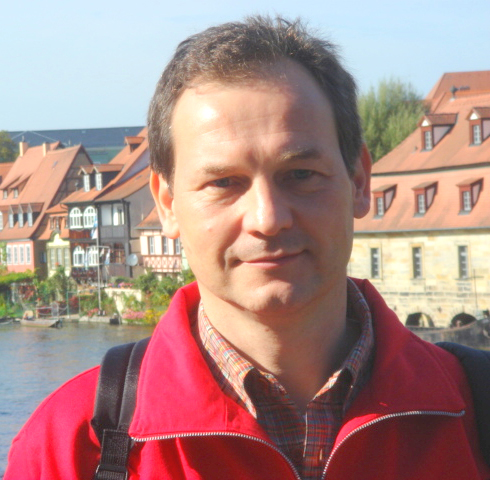
Wolfgang Zdral, Autor

Wolfgang Zdral (* 1958 in Nürnberg) ist ein deutscher Journalist und Schriftsteller. 
Wolfgang Zdral wuchs in Oberbayern auf. Er studierte Volkswirtschaft, Politik und Kommunikationswissenschaft. Später absolvierte Zdral die Deutsche Journalistenschule in München. Er war drei Jahre als stellvertretender Chefredakteur der Wirtschaftswoche und als Redakteur und Korrespondent bei Capital tätig. Er lebt in München.

## Bücher
Sachbücher
- Spekulieren wie die Profis. Die besten Anlagestrategien der Welt. Econ, München 2000, ISBN 3-430-19935-2.
- Erfolgreich investieren am Neuen Markt. Das Praxisbuch für Einsteiger. Econ, München 2000, ISBN 3-430-19933-6.
- Arbeit… Auszeit… Ausstieg. Econ, München 2002, ISBN 3-430-19992-1.
- Der finanzierte Aufstieg des Adolf H. Ueberreuter, Wien 2002, ISBN 978-3-8000-3890-9.
- Die Lederhosen AG. Was Sie schon immer über den FC Bayern wissen wollten. Econ, München 2004, ISBN 3-430-19936-0.
- Die Hitlers. Die unbekannte Familie des Führers. Campus Verlag, Frankfurt/M. 2005, ISBN 3-593-37457-9.

Romane
- Tartufo. Roman. Pendo Verlag,  München 2007, ISBN 978-3-86612-131-7.
- Tartufo Mortale. Roman; Leonardos zweiter Fall. Pendo Verlag, München 2008, ISBN 978-3-86612-179-9.

## Filmographie
- Die Hitlers. Eine Familiengeschichte. Dokumentarfilm 2005 für ARD und ORF, ca. 45 Minuten Spieldauer, als DVD 2006, EAN 0828767697499